# Akademski pevski zbor Univerze na Primorskem
Akademski pevski zbor Univerze na Primorskem je slovenski pevski zbor, ki deluje pod okriljem Študentske organizacije Univerze na Primorskem. Ustanovljen je bil leta 2004. 
Vodi ga Ambrož Čopi. Izvaja glasbo od renesanse dalje. 

## Nagrade in priznanja
- 2014: »Priznanje 15. maj« Mestne občine Koper ob 10. obletnici delovanja.

## Diskografija
- Tebe pojem. Študentska organizacija Univerze na Primorskem, 2014 (COBISS)
- Sonority. Študentska organizacija Univerze na Primorskem, 2014 (COBISS)
- Mozaiki. Študentska organizacija Univerze na Primorskem, 2012 (COBISS)
- Mysterium. Študentska organizacija Univerze na Primorskem, [2010?] (COBISS)
- Akademski pevski zbor Univerze na primorskem. Študentska organizacija Univerze na Primorskem - ŠOUP, 2008 (COBISS)